# Cabello afro

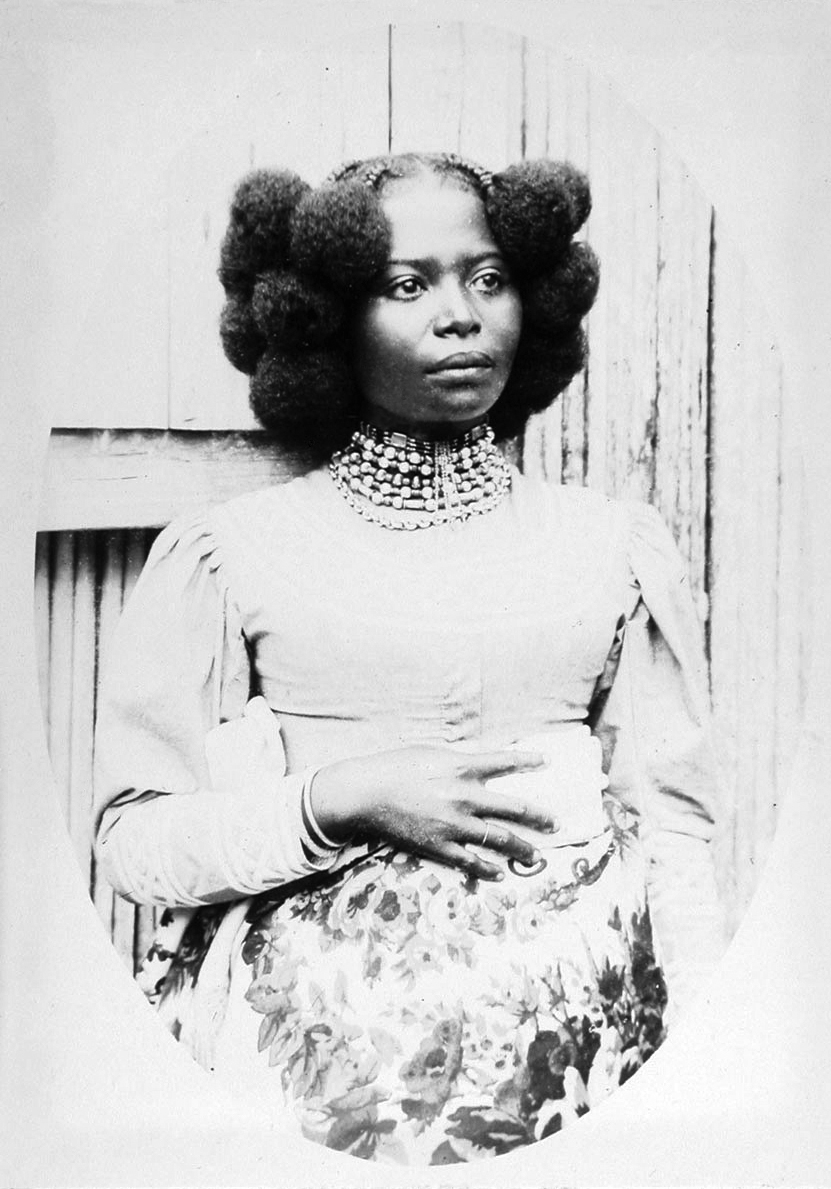
Mujer de la isla de Nosy Ser, en Madagascar, c. 1868

El cabello afro o cabello crespo es la textura natural del cabello de ciertas poblaciones en África, de la diáspora africana, de Oceanía y de algunas partes del sur y sudeste de Asia. Cada hebra de este tipo de cabello crece en una pequeña forma de hélice con forma de ángulo. El efecto general es tal que, en comparación con el pelo liso, ondulado o rizado, el cabello afro tiene la apariencia de ser más denso.

## Terminología
En muchas sociedades occidentales y poscolombinas, los adjetivos como "lanudo", "crespo", "cuculuste" o "espiral" se han usado con frecuencia para describir el cabello con textura afro natural. Recientemente, sin embargo, se ha vuelto común en algunos círculos aplicar sistemas de clasificación numérica a los tipos de cabello humano.
Una versión popular de estos sistemas clasifica el cabello con textura afro como 'tipo 4' (existen otros tipos de cabello, definidos como tipo 1 para cabello lacio, tipo 2 para ondulado y tipo 3 para rizado, con las letras A, B, y C utilizado como indicadores del grado de variación de la bobina en cada tipo), siendo la subcategoría de tipo 4C la más ejemplar del cabello afro. Sin embargo, el cabello afro suele ser difícil de clasificar debido a las muchas variaciones diferentes entre los individuos. Esas variaciones incluyen el patrón (principalmente bobinas apretadas), el tamaño del patrón, la densidad (de escaso a denso), el diámetro del cordón (fino, medio, grueso) y el tacto (algodonoso, lanudo, esponjoso).
La tabla a continuación es la tabla más utilizada para ayudar a determinar los tipos de cabello:
| Tipo | Textura de cabello               | Descripción de cabello |
| ---- | -------------------------------- | --- |
| 1a   | Liso                             | Muy suave, brillante, difícil de sostener un rizo, el cabello tiende a ser graso, difícil de dañar.                                                |
| 1b   | Liso (medio)                     | Tiene mucho cuerpo. (es decir, más volumen, más lleno).                                                                                            |
| 1c   | Liso (tosco)                     | Difícil de rizar (es decir, tallo recto). |
| 2a   | Ondulado (ondas sueltas)         | Puede lograr varios estilos. Patrón suelto en "S". Tallos de pelo cerca de la cabeza.                                                              |
| 2b   | Ondulado (ondas definidas)       | Un poco resistente al peinado. El cabello tiene más de un patrón "S" definido. Cabello tiende a ser muy rizado.                                    |
| 2c   | Ondulado (ondas amplias)         | El pelo tiene ondas más anchas. Resistente al peinado. El cabello tiende a ser muy rizado.                                                         |
| 3a   | Rizado (rizos sueltos)           | Grueso y lleno con mucho cuerpo. Patrón de rizo definido. El cabello tiende a ser muy rizado. Puede tener una textura combinada.                   |
| 3b   | Rizado (rizos apretados)         | Cantidad media de espacio de los rizos. Puede tener una textura combinada.                                                                         |
| 3c   | Rizado (vulgarmente sacacorchos) | Rizos apretados en sacacorchos. Los rizos están muy apretados.                                                                                     |
| 4a   | Muy rizado (bobina definida)     | Fuertemente enrollado. Tiene un patrón de torcedura más definido.                                                                                  |
| 4b   | Muy rizado (bobina z)            | Fuertemente enrollado. Patrón de torcedura poco menos definido. Tiene más de un patrón en forma de "Z".                                            |
| 4c   | Muy rizado (bobina apretada)     | Fuertemente enrollado. Casi ningún patrón definido torcedura visible, a menos visto de cerca. Tiene más de un patrón en forma de "Z" muy apretado. |

## Estructura

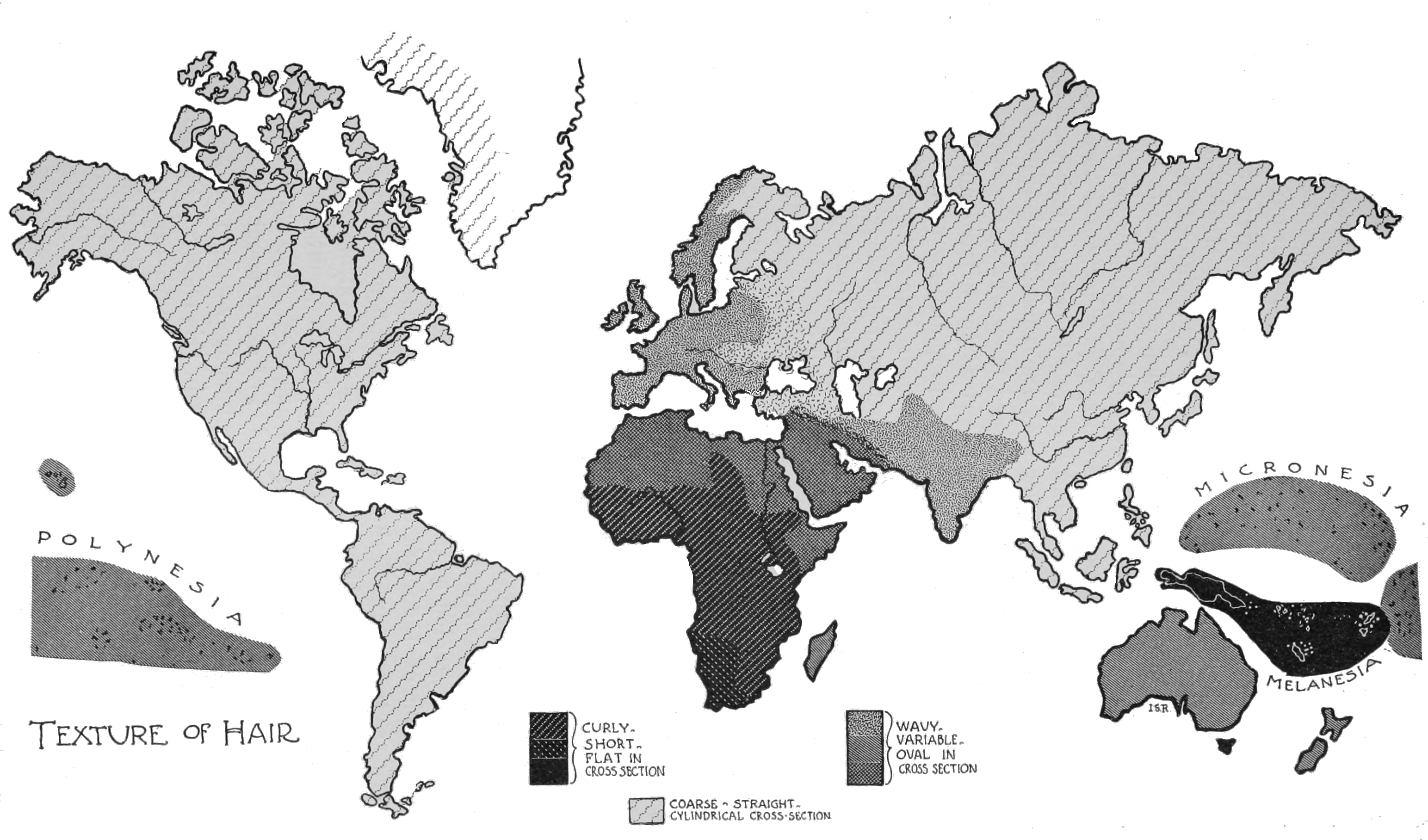
Distribución de textura de cabello global

Diferentes grupos étnicos tienen diferencias observables en la estructura, densidad y tasa de crecimiento del cabello. Con respecto a la estructura, todo el cabello humano tiene la misma composición química básica en términos de contenido de proteína de queratina. Franbourg ha encontrado que el cabello negro puede diferir en la distribución de los lípidos en todo el tallo del cabello. Se ha encontrado que el cabello con textura afro clásico no está tan densamente concentrado en el cuero cabelludo como otros tipos foliculares. Específicamente, se encontró que la densidad promedio del cabello con textura afro era de aproximadamente 190 pelos por centímetro cuadrado. Esto fue significativamente más bajo que el del cabello caucásico, que, en promedio, tiene aproximadamente 227 pelos por centímetro cuadrado.
Loussourarn descubrió que el cabello con textura afro crece a una tasa promedio de aproximadamente 256 micrómetros por día, mientras que el cabello caucásico crece a aproximadamente 396 micrómetros por día. Además, debido a un fenómeno llamado 'encogimiento', el cabello afro tiene una longitud determinada cuando se estira en línea recta, por lo que puede parecer mucho más corto cuando se le permite enrollarse naturalmente. La contracción es más evidente cuando el cabello afro está (o ha estado recientemente) mojado. Cuanto más enrollado es la textura del cabello, mayor es su contracción.
La forma de un cabello individual nunca es completamente circular. La sección transversal de un cabello es una elipse, que puede tender hacia un círculo o ser claramente aplanada. Las cabezas asiáticas de cabello lacio están formadas por pelos casi redondos, y las secciones transversales de cabello caucásico forman formas ovaladas. El cabello con textura afro tiene una sección transversal aplanada y es más fino, y sus rizos pueden formar círculos cerrados con diámetros de solo unos pocos milímetros. En los seres humanos de todo el mundo, el pelo asiático es el más común, mientras que el pelo con textura afro es el menos común. Esto se debe a que la textura del cabello anterior es típica de las grandes poblaciones que habitan en el este de Asia, así como de los pueblos indígenas de las Américas.
Las hebras de cabello afro pueden tener "giros de torsión", donde la hebra de cabello gira alrededor de sí misma. Estos giros de torsión pueden evitar que las hebras del cabello se enrolle en rizos apretados, en lugar de separarlos y permitir que el cabello en su conjunto tenga un aspecto más mullido y más indefinido.

## Evolución

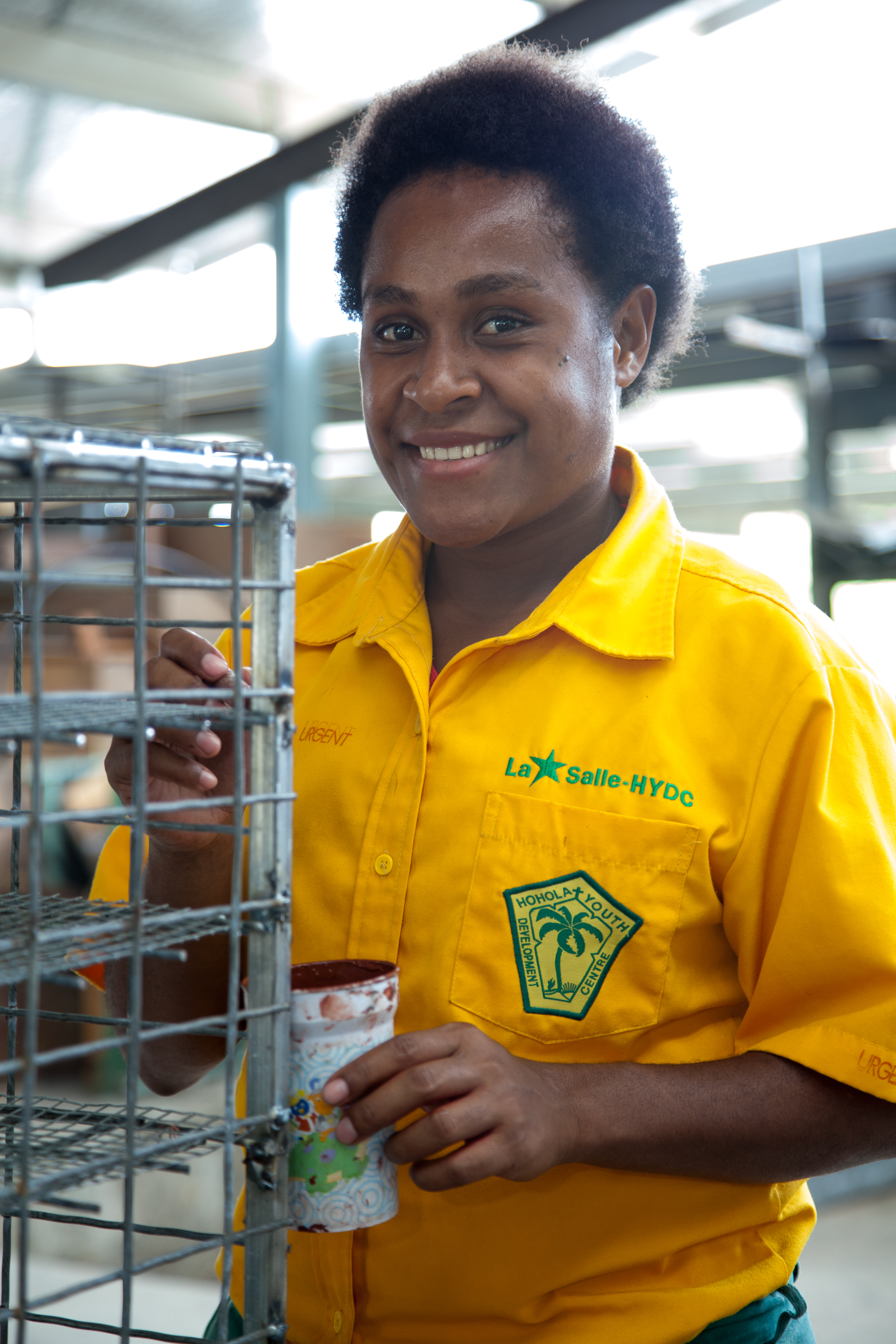
Una mujer papuana

Clarence (2012) sugiere que el cabello con textura afro puede haber evolucionado inicialmente debido a una necesidad de adaptación entre los ancestros de los primeros homínidos humanos para la protección contra la intensa radiación UV del sol en África. Con respecto al hipotético origen africano reciente de los humanos modernos, el autor sostiene que el cabello con textura afro fue la textura original del cabello de todos los humanos modernos antes de la migración "fuera de África" que poblaba el resto del mundo.
Según Clarence (2012), el cabello afro puede haber sido adaptativo para los humanos modernos de los primeros tiempos en África, debido a que la densidad relativamente escasa de dicho cabello, combinada con su forma de hélice elástica, da como resultado un efecto de aireación. El consecuente aumento de la circulación de aire frío en el cuero cabelludo puede haber servido para facilitar el sistema de regulación de la temperatura corporal de los homínidos mientras vivían en la sabana abierta.
El cabello afro requiere más humedad que el cabello liso y tiende a encogerse cuando se seca. En lugar de adherirse al cuello y al cuero cabelludo cuando está húmedo (como hacen las texturas más lisas), a menos que esté completamente empapado tiende a retener su elasticidad básica. El rasgo pudo haberse conservado o prevalecido entre muchas poblaciones anatómicamente modernas en áreas ecuatoriales, como los polinesios, micronesios, melanesios, australoides y Negrito, debido a su contribución al aumento de los niveles de confort en condiciones de clima tropical.

## Historia

### África continental
Históricamente, muchas culturas en África continental desarrollaron peinados que definían el estado o la identidad con respecto a la edad, el origen étnico, la riqueza, el rango social, el estado civil, la religión, la fertilidad, la edad adulta y la muerte. El cabello fue cuidadosamente preparado por aquellos que entendieron el estándar estético, ya que las implicaciones sociales del cuidado del cabello eran una parte importante de la vida comunitaria. El cabello denso, grueso, limpio y bien arreglado era algo muy admirado y buscado. Los peluqueros poseían habilidades de estilo únicas, lo que les permite crear una variedad de diseños que cumplen con los estándares culturales locales. El pelo se vestía generalmente según la cultura local.
En muchas culturas tradicionales, el aseo comunitario era un evento social en el que una mujer podía socializar y fortalecer los vínculos entre ella, otras mujeres y sus familias. Históricamente, el trenzado de cabello no era un oficio pagado. Desde la diáspora africana, en los siglos XX y XXI se ha desarrollado como un negocio multimillonario en regiones como Estados Unidos y Europa occidental. El peluquero de un individuo era generalmente alguien a quien conocían de cerca. Las sesiones pueden incluir champú, lubricación, peinado, trenzado y retorcido, además de agregar accesorios.

Para el lavado con champú, el jabón negro fue ampliamente utilizado en las naciones de África occidental y central. Además, el aceite de palma y el aceite de semilla de palma se utilizaron popularmente para engrasar el cuero cabelludo. La manteca de karité se ha utilizado tradicionalmente para hidratar el cabello.

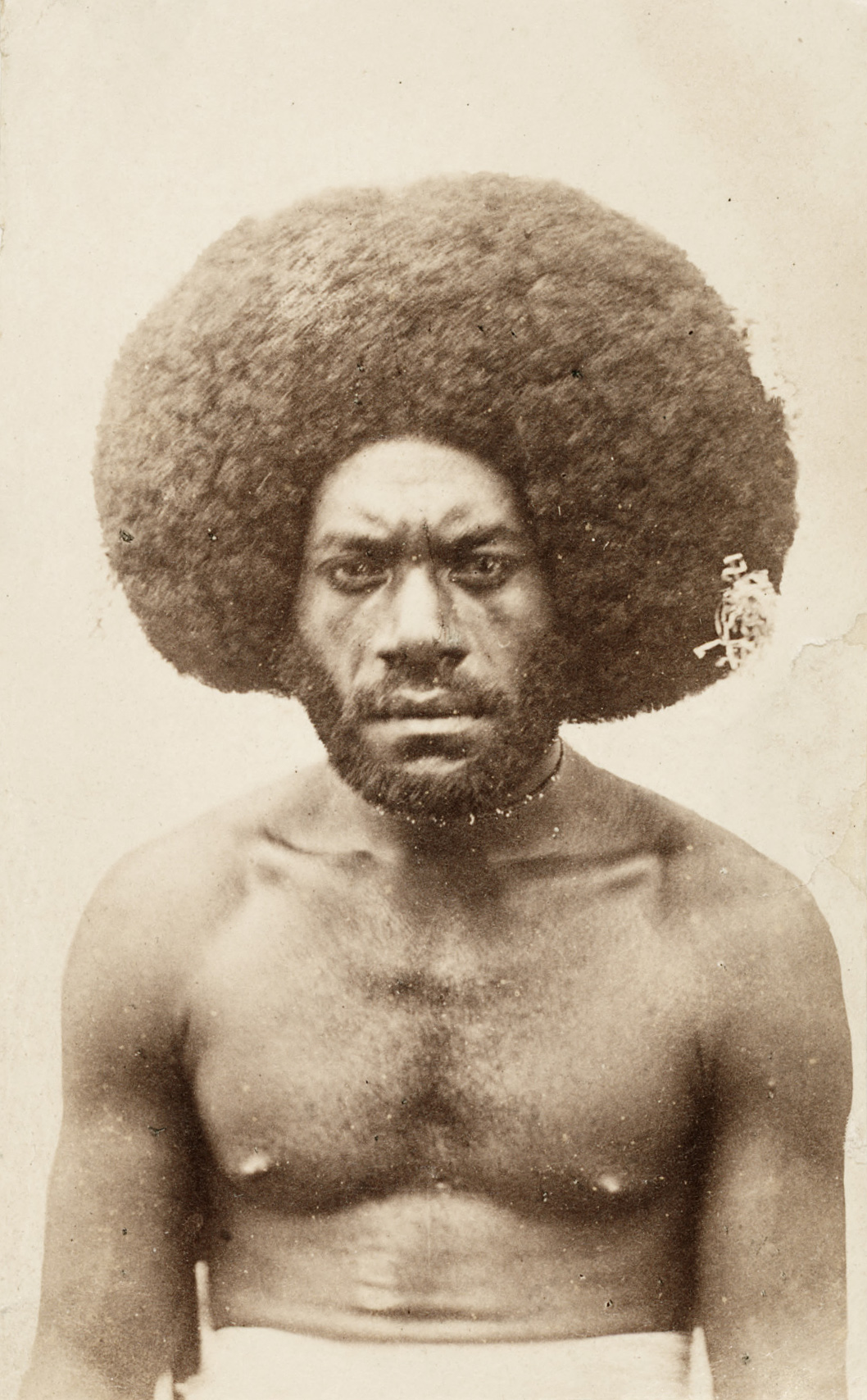
Jefe fijiano (Tui Namosi) con el pelo natural usado en un afro, hacia 1865
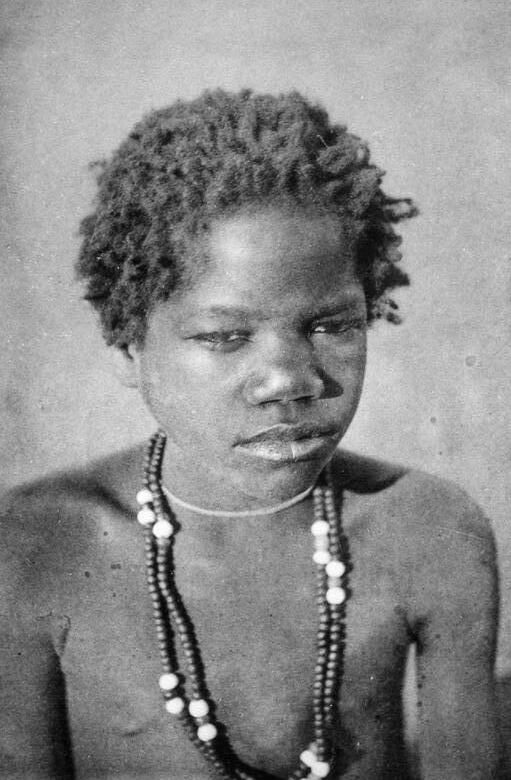
Niño damara de Namibia (1897)
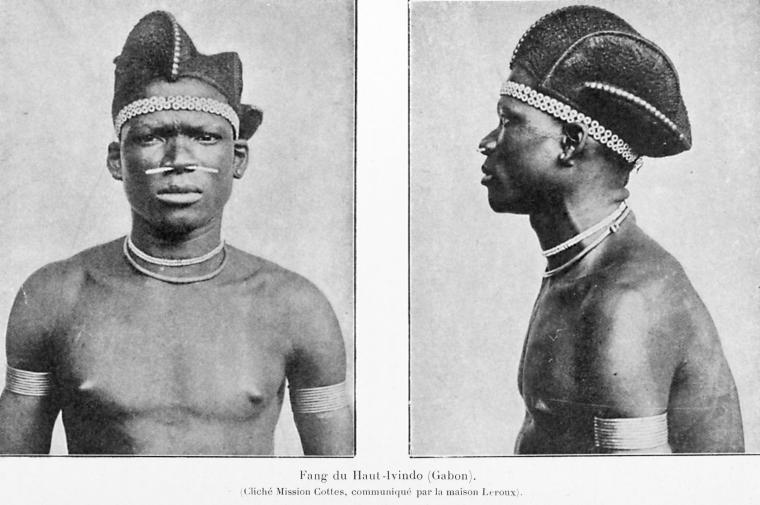
Hombre fang de Gabón con el pelo de textura afro de estilo asimétrico. (c. 1914)
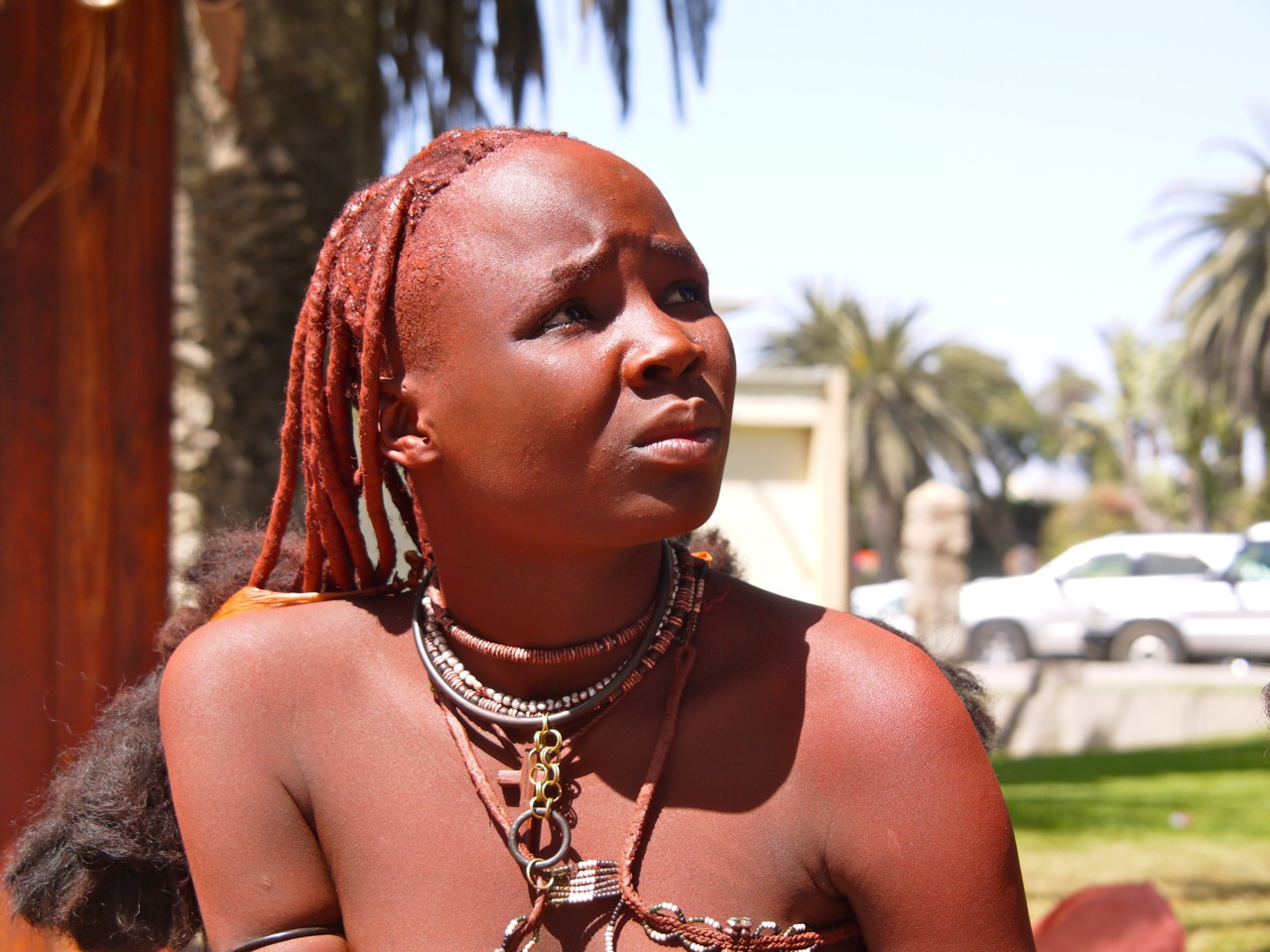
Chica himba con peinado afro.
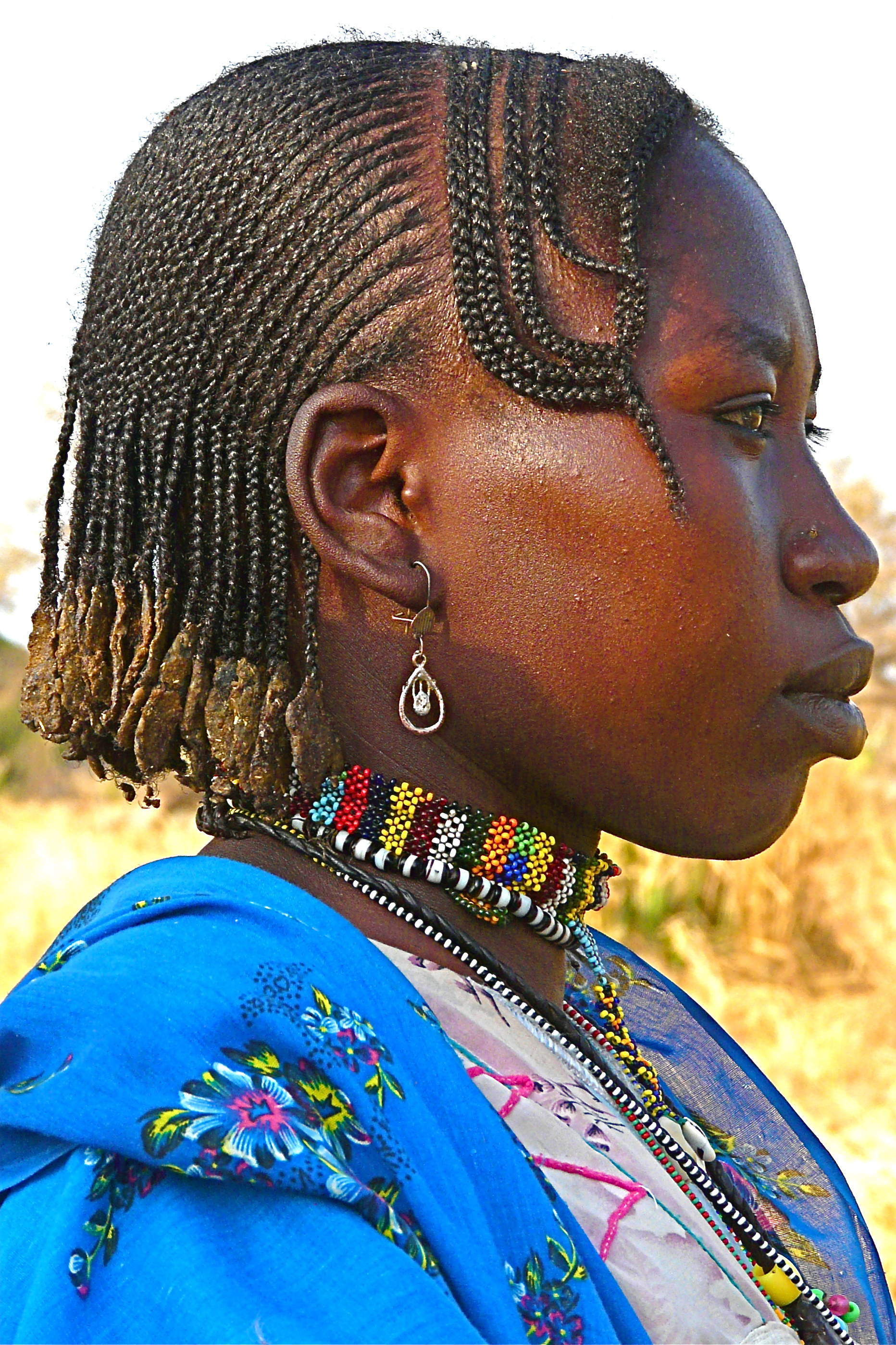
Mujer nuba de Sudán con micro-trenzado de pelo afro, 2008.
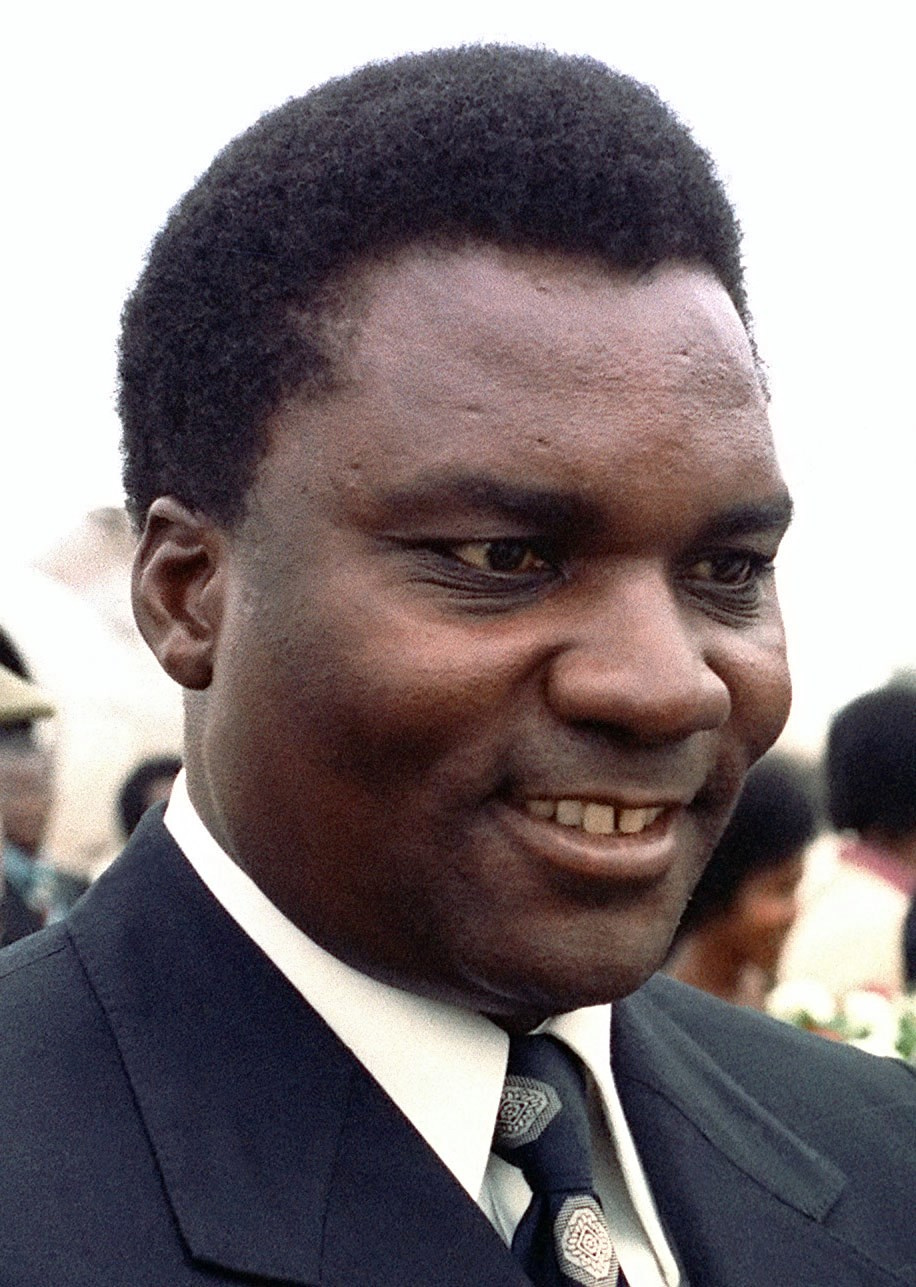
Juvénal Habyarimana, expresidente de Ruanda (1980)

### Estados Unidos

#### Política del cabello de la comunidad negra
En la década de 1960 en los Estados Unidos, el cabello afro natural se transformó de una simple expresión de estilo en una declaración política revolucionaria. Se convirtió en una herramienta fundamental del movimiento negro en Estados Unidos, y "el cabello llegó a simbolizar un movimiento continuo hacia la integración en el sistema político estadounidense o un grito creciente por el poder y el nacionalismo negros". Antes de esto, la idealización de la persona negra (especialmente las mujeres negras) "tenía muchas características eurocéntricas, incluidos los peinados" Sin embargo, durante el movimiento, la comunidad negra se esforzó por definir sus propios ideales y estándares de belleza, y el cabello se convirtió en un ícono central que fue "promovido como una forma de desafiar los estándares generales con respecto al cabello".
Durante este tiempo, el cabello afro "estaba en su apogeo de politización", y el uso de un Afro era una expresión física fácilmente distinguible del orgullo negro y el rechazo de las normas sociales. Jesse Jackson, un activista político, dice que "la forma en que él usaba su pelo era una expresión de la rebelión de la época".
Por lo tanto, el rechazo al alisado de cabello simbolizaba un acto más profundo de rechazo hacia la creencia de que alisar el cabello y otras formas de aseo que se consideraban "socialmente aceptables" eran los únicos medios para parecer presentables y alcanzar el éxito en la sociedad. Los químicos para hacer liso el cabello se estigmatizaron dentro de la comunidad como símbolos de opresión e imposiciones de belleza blanca. Ciertos negros buscaron abrazar la belleza y afirmar y aceptar sus rasgos físicos naturales. Uno de los objetivos finales del movimiento negro era evolucionar a un nivel en el que los negros "estuvieran orgullosos de la piel negra y el pelo rizado o crespo. Como resultado, el cabello natural se convirtió en un símbolo de ese orgullo."
El estilo del cabello afro continúa siendo politizado en la sociedad contemporánea. Ya sea que una persona decida usar su cabello en su estado natural o alterarlo, los peinados negros transmiten un mensaje. En varias sociedades postcoloniales, el sistema de valores promueve el "sesgo blanco", y "las etnicidades se valorizan de acuerdo con la inclinación hacia la blancura, que funciona como la base ideológica para la asignación de estatus." En este sistema de valor, "los elementos africanos — sean culturales o físicos — son desvalorizados como indicadores de un estatus social bajo, mientras los elementos europeos son positivamente valorizados como atributos que permiten una movilidad individual ascendente". Este sistema de valores se ve reforzado por el racismo sistémico. El racismo es efectivo al alentar la devaluación de la identidad propia por parte de las propias víctimas, y el hecho de volver a centrar el sentido de orgullo es un requisito previo para una política de resistencia y reconstrucción.

#### Aumento del orgullo negro
El cabello afroamericano ha pasado por muchos ciclos diferentes. La esclavitud desempeñó un papel importante en los altibajos del orgullo que los afroamericanos tienen en su cabello. "Todo lo que sabía sobre la historia de Estados Unidos lo aprendí mirando el cabello de los negros. Es la metáfora perfecta para el experimento africano aquí: el precio del boleto (para un viaje que nadie eligió tomar), el costo de la esclavitud y los costos, está todo en el cabello. Como Jamaica Kincaid, quien escribe solamente sobre un personaje llamado Madre, he decidido escribir solo sobre el cabello: lo que le hacemos, cómo lo hacemos y por qué. Creo que esto es suficiente", dijo Lisa Jones en un ensayo titulado Hair Always and Forever.
Cheryl Thompson escribe: "En el siglo XV en África, los peinados se usaban para indicar el estado civil, la edad, la religión, la identidad étnica, la riqueza y el rango dentro de la comunidad de una persona (ver Byrd y Tharps, 2001; Jacobs-Huey, 2006; Mercer, 1994; Patton, 2006; Rooks, 1996). Para las jóvenes negras, dice Thompson, "el cabello no es solo algo para jugar", es algo que envía un mensaje, no solo al público externo, sino también un mensaje sobre cómo se ven a sí mismos. "A fines de 1800 y principios de 1900, el cabello rizado se consideraba inferior, feo y descuidado en comparación con el pelo ondulado de personas de otras culturas", dice Marcia Wade Talbert en Black Enterprise.
En los Estados Unidos, los éxitos del movimiento por los derechos civiles, y los movimientos del poder negro y el orgullo negro de los años sesenta y setenta, inspiraron a los afroamericanos a expresar sus compromisos políticos adoptando estilos tradicionalmente africanos. El peinado afro se desarrolló como una afirmación de la herencia africana negra, expresada por la frase Black is beautiful (Lo negro es bello). Angela Davis usó su peinado afro como una declaración política y comenzó un movimiento hacia el cabello natural afro. Este movimiento influyó en una generación, incluidas celebridades como Diana Ross, cuyos rizos Jheri se apoderaron de la moda negra en la década de  1980.

### Diáspora negra latinoamericana y caribeña

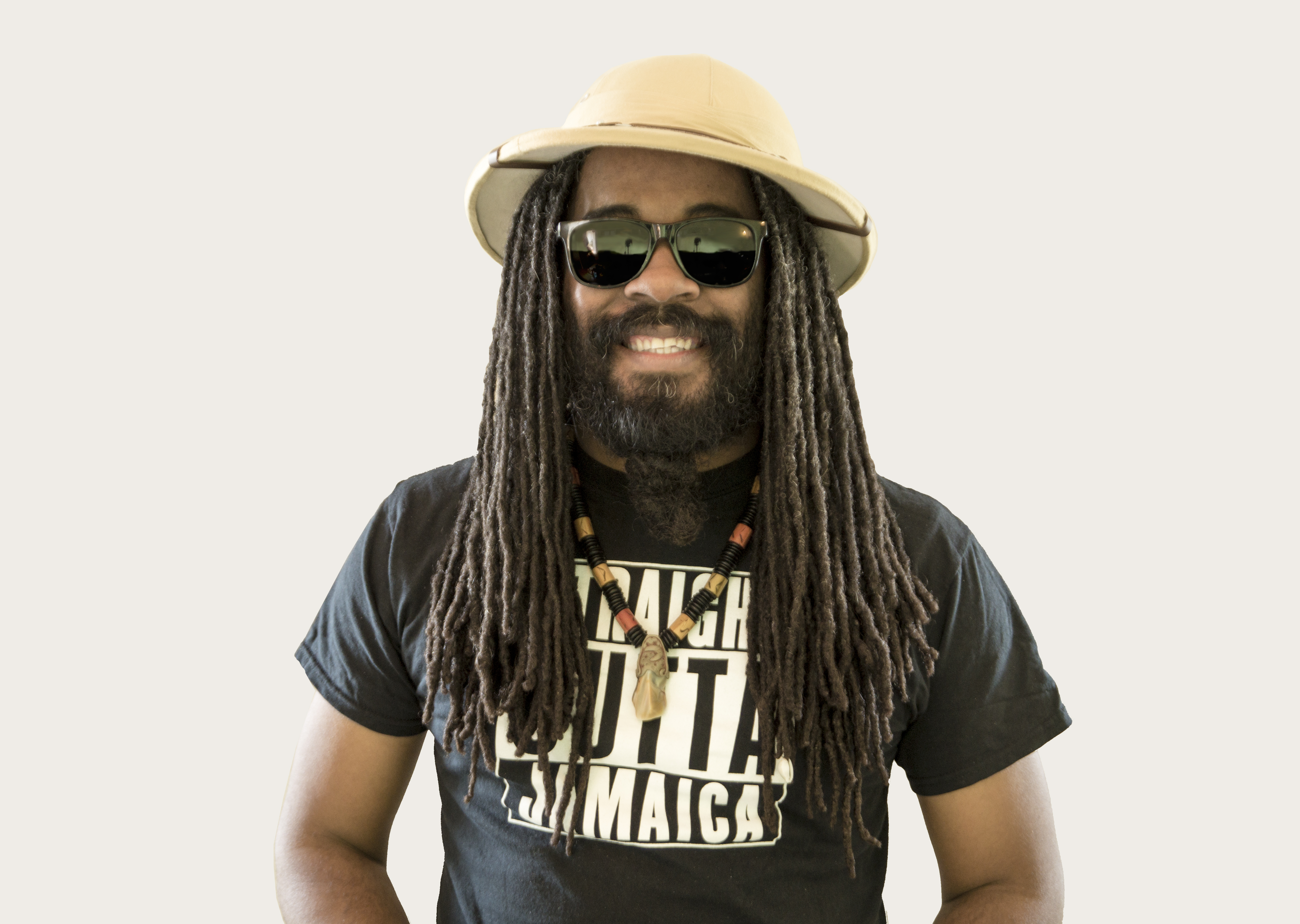
Hombre con rastas.
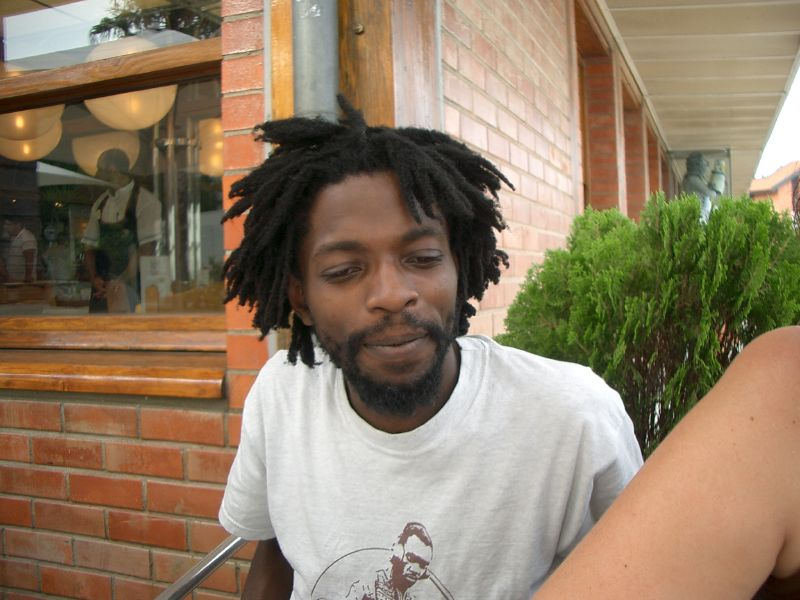
Hombre con rastas.
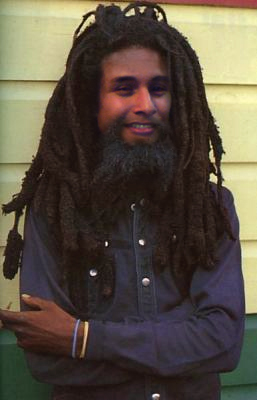
Afroperuano rastafari.
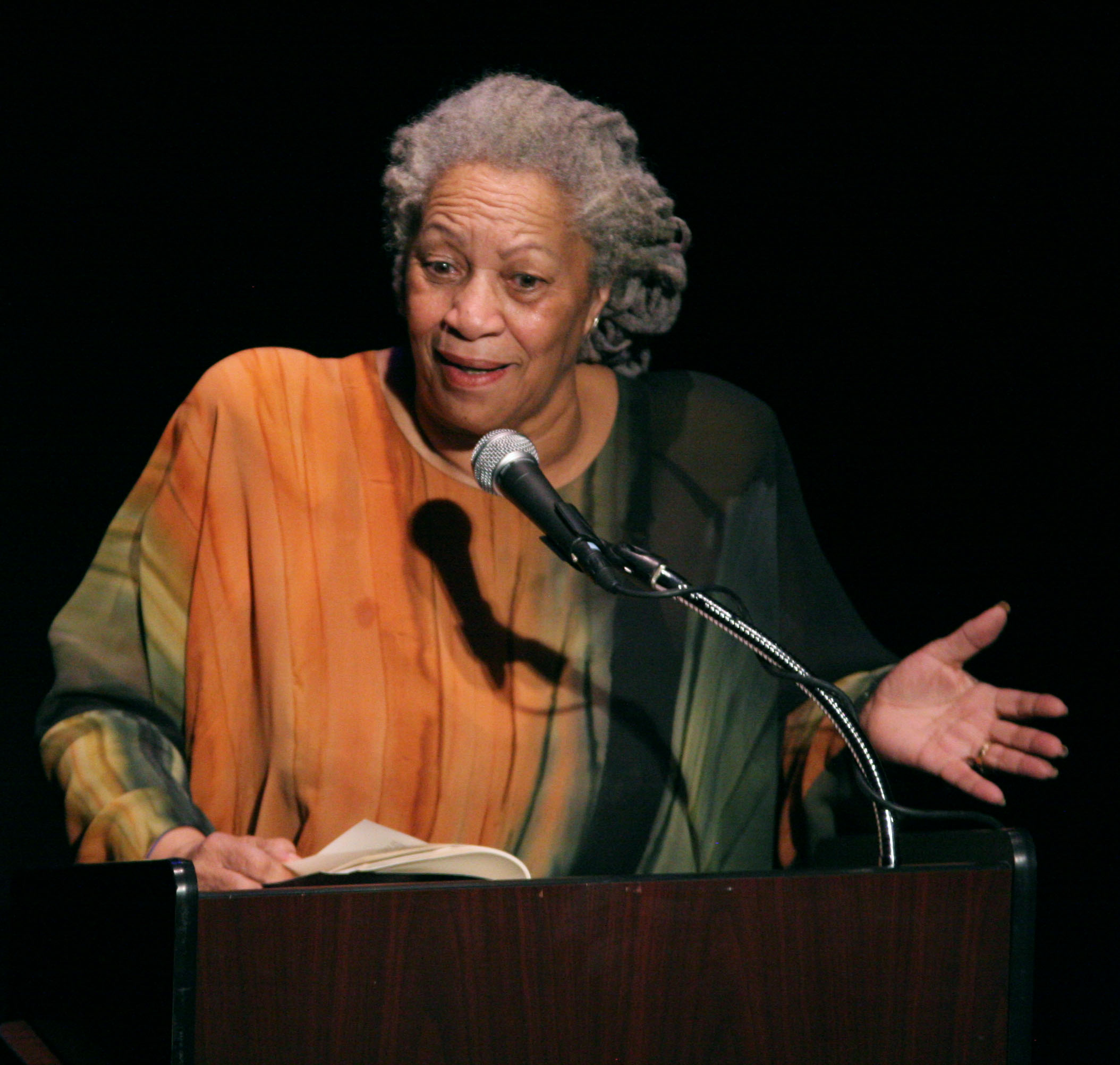
Toni Morrison, autora estadounidense ganadora del Premio Nobel con rastas.

Durante el siglo XIX, a lo largo de las Indias Occidentales, las enseñanzas del líder político jamaicano Marcus Garvey fomentaron un rechazo activo hacia los estándares de belleza europeos. El movimiento rastafari del siglo XX ha sostenido que el crecimiento de rastas de forma libre está relacionado con la iluminación espiritual. Hoy en día, las rastas son comunes entre los afrocaribeños y los afrolatinoamericanos.

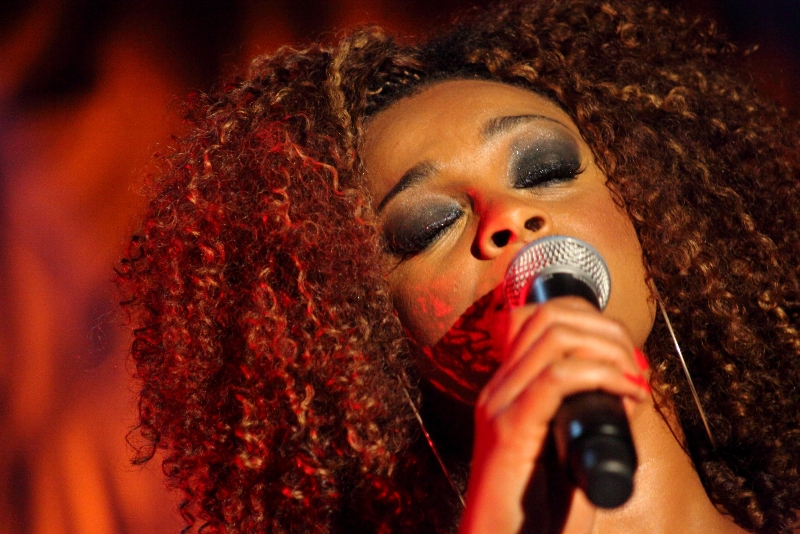
La cantante brasileña Paula Lima, también conocida por la belleza de su cabello rizado.

### Brasil
Una encuesta realizada por Google BrandLab en el año 2017 mostró que había en Brasil por primera vez un mayor número de búsquedas en Google para el pelo rizado en comparación con el liso, señalando un crecimiento del 232% en la búsqueda de cabello rizado entre 2016 y 2017 y un crecimiento del 309% por el cabello afro.
En el año 2018, The Washington Post publicó que la tendencia de la población afrobrasileña hacia una preferencia por el cabello natural afro creció un 15% en cuatro años, recientemente inspirado por la película Black Panther y el afrofuturismo, como movimiento político y artístico en general. También señalaron que en una sociedad con desigualdades sociales muy marcadas, particularmente en torno a parámetros raciales, la adopción de su cabello natural afro por parte de la comunidad afrodescendiente ha sido un símbolo de resistencia social.
De la misma manera, el mercado de cuidado del cabello afro creció un 20% a finales de la década de 2010 en Brasil, así como el aumento de establecimientos dedicados a su cuidado y a los peinados derivados del cabello afro.